# Ittersumerpark
Het Ittersumerpark is een park in de wijk Ittersum in de Nederlandse stad Zwolle. Het park ligt in het zuiden van de wijk.
Het park is ruim opgezet, met een grote vijver, waar het park in een halve boog omheen ligt. Het park is voornamelijk gericht op de inwoners van de wijk Ittersum met een buurtweide en speelgelegenheden. Vanaf een heuvel is een uitzicht over het park, de IJssel en het dorp Windesheim. In de vijver staat een appartementencomplex op pilaren en een eilandje met moerascipressen.
Archenaultplantsoen · Azaleapark · Badhuiswal - Noordereiland · Broerenkerkplein · De Dobbe · Engelse Werk · Groen assenkruis Holtenbroek · Ittersumerpark · Van Nahuysplein · Nooterhof · Oldenelerpark · Park Aa-landen · Park Eekhout · Park Gerenbroek · Park Gerenlanden · Park Hogenkamp · Park Ittersumerlanden · Park de Wezenlanden · Ter Pelkwijkpark · Twistvlietpark · Potgietersingel · Prins Clauspark · Schellerpark · Stinspark · Oude Weteringzone · Wijkpark Berkum · Zwarte waterpark Holtenbroek · Zwarte waterpark Stadshagen